# سید فتاح حسینی
سیدفتاح حسینی اولین نماینده کرد ارومیه راه یافته به مجلس شورای اسلامی در دوره چهارم بود که بعد از حدود ۴۰ روز آرای ایشان ابطال گردید؛ و یک فرد دیگر به جای ایشان به مجلس ارسال شد و حتی نام نماینده انتصابی بر ایشان گذاشتند. آقای سیدفتاح حسینی در دوره ششم نیز به عنوان نماینده مردم ارومیه به دلیل ابطال آراء از رفتن به مجلس باز ماند.

## زندگینامه
وی در سال ۱۳۳۲ در روستای زیدان از توابع شهرستان پیرانشهر (مرزخانه)، چشم به جهان گشود. پس از پایان تحصیلات ابتدایی و اخذ مدرک ششم ابتدایی از مدرسه وفائی پیرانشهر اول و دوم و سوم دبیرستان را در پادگان مرزخانه رسانده و چهارم و پنجم ادبی را در شهرستان نقده ادامه داده و در مدرسه لقمان (رضائیه) ارومیه موفق به اخذ دیپلم ادبی شده و رشته حقوق را در دانشگاه آنکارا به پایان رسانیده است و در سال ۱۳۵۶ بعنوان کارشناس حقوقی در اداره کل امور اجتماعی کردستان استخدام گردید. پس از پیروزی انقلاب به سمت رئیس مرکز کاریابی شهرستان میاندوآب منصوب و پس از آن با پیشنهاد دکتر حقگو استاندار وقت و موافقت وزیر کشور به عنوان اولین فرماندار پیرانشهر پس از انقلاب معرفی و شروع به کار کرد.